# اچ‌نوام‌اس گرم (۱۹۱۳)

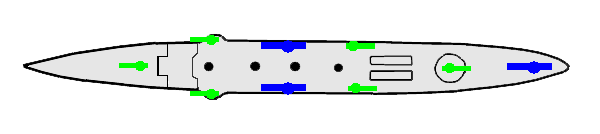
نمای کلی کشتی

اچ‌نوام‌اس گرم (۱۹۱۳) (به انگلیسی: HNoMS Garm (1913)) یک کشتی بود که طول آن ۶۹٫۲ متر (۲۲۷٫۰۳ فوت) بود. این کشتی در سال ۱۹۱۳ ساخته شد.